# Pisaura putiana
Pisaura putiana là một loài nhện trong họ Pisauridae.
Loài này thuộc chi Pisaura. Pisaura putiana được Alberto Barrion & James A. Litsinger miêu tả năm 1995.